# Nora Duesberg
Nora Duesberg, verh. Baranowski, (* 24. Juli 1895 in Wien; † 1982 vermutlich in Schweden) war eine österreichische Violinistin und Konzertmeisterin.

## Leben
Nora Duesberg kam als Tochter von August und Natalie Duesberg in Wien zur Welt. Ihr Vater war Violinist, ihre Mutter Pianistin. Durch ihr musikalisches Elternhaus kam sie früh in Kontakt zur Musik und erhielt ihren ersten Violinunterricht von ihrem Vater sowie Klavierunterricht von ihrer Mutter. Als Wunderkind trat sie mit ihren Eltern auf, sowohl als Klavier- als auch Violinspielerin. Ein erster Auftritt ist 1902 nachweisbar, in der Musikschule ihrer Eltern.
Ab 1909 nahm sie ein Violin-Studium bei Otakar Ševčík an der Akademie für Tonkunst in Wien auf, später studierte sie bei Carl Flesch in Berlin. Von einem Schülerkonzert 1910 berichtete die Wiener Arbeiter-Zeitung: „Unter den übrigen sei noch die kleine Nora Duesberg erwähnt, die in der Meisterschule sehr große Fortschritte gemacht hat und aus einem Wunderkind eine regelrechte Künstlerin zu werden verspricht. Die steife Armhaltung muss man bei ihr wie bei allen anderen Sevik-Schülern in Kauf nehmen.“ 1911 schloss sie erfolgreich die Meisterklasse ab und gab zusammen mit ihrem Lehrer Ševčík Konzerte in London. Ab 1911 tourte sie in Österreich, Deutschland, Italien, England und Frankreich. 1912 brachte sie das Violinkonzert von Louis Rée zur Uraufführung. Besonders 1920 gab sie zahlreiche Konzerte, auch zusammen mit ihrer Mutter Natalie Duesberg. Aus dieser Zeit gibt eine Konzertrezension Einblicke in ihr Repertoire und ihre Spielweise: „Sie spielte mit starkem Erfassen und subtilen Pointen das herrliche Violinkonzert in A-moll von Goldmark und brillierte später mit einer,Carmen‘-Phantasie von Hubay, welcher als Zugabe ein Alt-Wiener Tanz von Fritz Kreisler folgte. Rasch ist das begabte Fräulein Nora Duesberg zur reifen Künstlerin geworden, und man freut sich, solch ein reiches Talent in noch immer weiterer Entfaltung zu sehen. Poetisches Empfinden und zugleich Temperament sind dieser interessanten jungen Geigerin eigen und eine hochentwickelte Griff- und Bogentechnik befähigen sie zu den höchsten Aufgaben. […]“
Ab Oktober 1914 unterrichtete Nora Duesberg an der K.K. Violinmeisterschule ihres Vaters in Wien, bereits 1911 unterrichtete sie dort Schülerinnen in der Vorbereitungsklasse.
1920 ließ sie sich in Schweden nieder. Sie verlobte sich 1922 in Stockholm mit dem Pianisten Wasili Baranowski (1890–1946), den sie 1923 heiratete. Erst ab 1926 sind wieder vereinzelt Konzerte nachweisbar, das Paar trat auch bis in die 1930er gemeinsam auf. 1942 wurde Nora Duesberg-Baranowski Konzertmeisterin des Nordvästra Skånes Orkesterförening Hälsingborg.